# Daniella Pineda

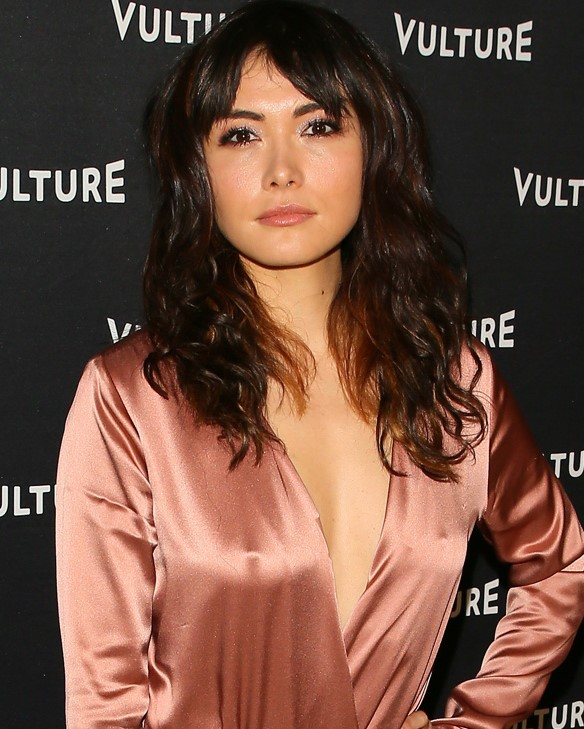
Daniella-Pineda (2016)

Daniella Pineda (ur. 20 lutego 1987 w Oakland) – amerykańska aktorka, która wystąpiła m.in. w filmie Jurassic World: Upadłe królestwo.

## Filmografia

### Filmy
| Rok  | Tytuł                            | Rola            | Uwagi |
| ---- | -------------------------------- | --------------- | ----- |
| 2011 | Newlyweds                        | Vanessa         |       |
| 2012 | The Fitzgerald Family Christmas  | Abbie           |       |
| 2015 | Sypiając z innymi                | Danica          |       |
| 2017 | Pan Roosevelt                    | Jen             |       |
| 2018 | Jurassic World: Upadłe królestwo | Zia Rodriguez   |       |
| 2019 | Mercy Black                      | Marina Hess     |       |
| 2020 | Before/During/After              | Sex Shop Worker |       |
| 2020 | Modern Persuasion                | Kate Grant      |       |
| 2022 | Jurassic World Dominion          | Zia Rodriguez   |       |
| 2023 | Przerwany lot                    | Bonnie          |       |

### Telewizja
| Rok     | Tytuł                     | Rola             | Uwagi               |
| ------- | ------------------------- | ---------------- | ------------------- |
| 2010    | Men of a Certain Age      | Kit              | 1 odc.              |
| 2012    | Homeland                  | Julia Diaz       | 1 odc.              |
| 2012    | Midnight Sun              | Daria Wernahm    | pilot serialu       |
| 2013    | Pamiętniki wampirów       | Sophie Devereaux | 1 odc.              |
| 2013–14 | The Originals             | Sophie Devereaux | gł. obsada; 13 odc. |
| 2015    | American Odyssey          | Ruby Simms       | gł. obsada; 13 odc. |
| od 2016 | Objazd                    | Vanessa Randall  | gł. obsada          |
| 2019    | What/If                   | Cassidy Barrett  | gł. obsada          |
| 2020    | Dream Corp LLC            | Patient 31       | 2 odc.              |
| 2021    | Cowboy Bebop              | Faye Valentine   | gł. obsada          |
| 2022    | Tales of the Walking Dead | Idalia           | antologia, 1 odc.   |
| 2023    | Home Economics            | Nikki            | 2 odc.              |